# Médavy
Médavy är en kommun i departementet Orne i regionen Normandie i nordvästra Frankrike. Kommunen ligger i kantonen Mortrée som tillhör arrondissementet Argentan. År 2022 hade Médavy 153 invånare.

## Befolkningsutveckling
Antalet invånare i kommunen Médavy
| Referens: INSEE |